# BOINC
Berkeley Open Infrastructure for Network Computing (BOINC) je infrastruktura distribuiranog računarstva. Originalno je razvijena za SETI@home projekat, ali od onda je pronašla svoj put i u mnoge druge oblasti osim SETI projekta. Ova softverska platforma je otvorenog koda pod LGPL licencom. BOINC se razvija na fakultetu Berkli u Kaliforniji. 

## Projekti koji koriste BOINC
- Cosmology@Home
- DENIS@Home
- Enigma@Home
- Gerasim@Home
- GPUGrid.net
- Leiden Classical
- Milkyway@home
- MindModeling@Home
- Moo! Wrapper
- NFS@home
- NumberFields@home
- ODLK
- ODLK1
- primaboinca
- PrimeGrid
- Quake Catcher Network
- Radioactive@Home
- RNA World
- Rosetta@home
- SAT@home
- SRBase
- SZTAKI Desktop Grid
- Universe@Home
- Yoyo@home
- Cell Computing
- Einstein@Home
- SETI@home
- World Community Grid
- Malaria Control
- Predictor@home
- Rosetta@home
- LHC@home
- Acoustics@home
- Asteroids@home
- CAS@home
- Citizen Science Grid
- Climateprediction.net
- Collatz Conjecture

## Spoljašnje veze
- Zvanični sajt Boinc-a